# 1923年中华民国宪法
《中華民國憲法》，又名曹錕憲法、雙十憲法，是中華民國北洋政府在1923年（民國12年）10月10日於北京公布的憲法。憲法由1912年－1913年國會議員選舉選出的第一屆國會議員組成「憲法會議」審議，經三讀通過後由新當選的大總統曹錕公佈施行。
憲法公佈一年後，1924年（民國13年）10月冯玉祥率胡景翼、孫岳在北京發動甲子政变，隨後在11月24日由段祺瑞公布的《临时政府制》所推翻，其大部分条款未能施行。

## 制憲歷史
中華民國成立後，依照《中華民國臨時約法》及臨時參議院通過之法例，於1912年（民國元年）12月初至1913年（民國二年）3月舉行國會選舉選出第一屆國會並以此為民意基礎開始進行制憲工作。1913年（民國二年）10月提出《天壇憲草》；但此後由於政治理念不合，國會於1914年（民國三年）1月被大總統袁世凱解散，制憲工作停止。1916年（民國五年）6月，黎元洪於原大總統袁世凱逝世後繼任為大總統，宣佈恢復《臨時約法》及第一屆國會，繼續制憲工作。1917年（民國六年）5月大總統黎元洪與國務總理段祺瑞爆發府院之争，後黎元洪迫於情勢，於6月宣佈解散國會兩院，制憲工作再度中斷。
1922年（民國11年）5月第一次直奉戰爭結束，曹錕、吴佩孚領導的直系軍閥控制北京並提出「恢復法統」，邀請原第一任繼任大總統黎元洪復任。黎元洪复职后，下令撤销1917年（民國6年）6月解散国会令，恢复1912年－1913年選出的第一屆國會。国会恢复后，重新设立宪法会议，继续當年中断的制宪工作。
依照第一屆國會憲法會議於1913年（民國2年）10月通過的《大總統選舉法》，大總統由國會組織總統選舉會選舉，任期五年。由於當時距離第一屆國會組成日已屆十年，當時國會規畫大總統選舉與制定憲法並進。但是由於來北京出席憲法會議的國會議員人數仍未足總統選舉會所需之法定人數586人，曹錕乃以補發十年來欠薪之名義，由眾議院會議科給予每位與會議員五千元支票一張，鼓勵議員參加會議。後出席人數足夠成會，1923年（民國12年）10月4日，宪法会议完成地方制度二读会；10月5日舉行第三任大總統選舉由曹錕當選；10月6日完成国权部分二读会；10月8日，宪法全案完成三读会。1923年（民國12年）10月10日，憲法會議在曹錕就任第三任大總統同日頒布《中華民國憲法》。由於此原因，該憲法又稱「曹錕憲法」、「雙十憲法」；而曹錕於會前主導發放現金給國會議員又於會中當選大總統，引發賄選爭議，該憲法也被輿論稱為「賄選憲法」。

## 憲法内容

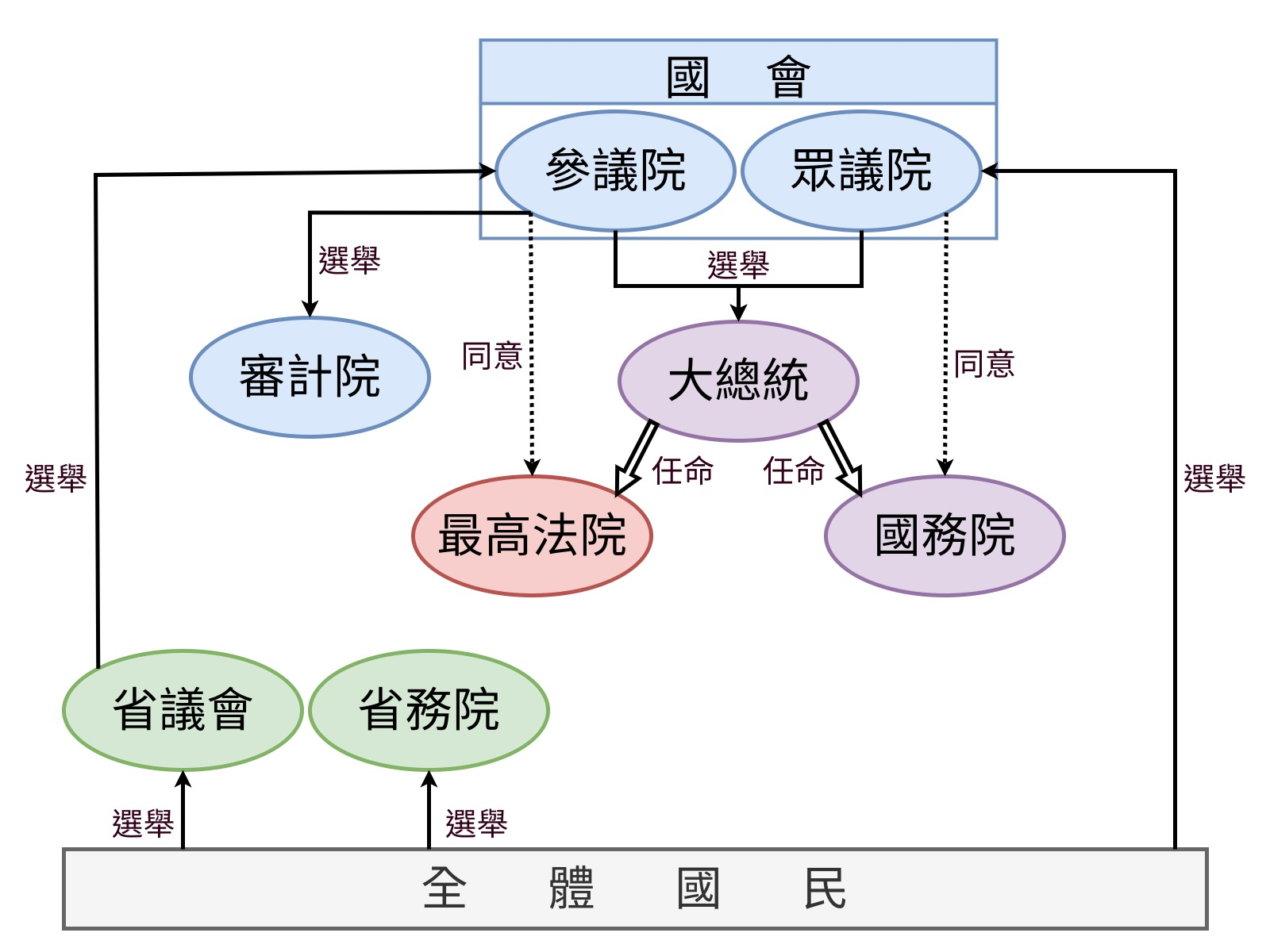
1923年中华民国宪法国家机构示意图

1923年《中華民國憲法》深受西方憲法理論尤其《美國憲法》的影響，包含國家機關體制採用三權分立制度（立法、行政、司法），國會採用兩院制（參議院、眾議院）。值得注意的是，該憲法雖採行總統制，但做為國家元首的大總統係由國會兩院議員選舉產生。國會選舉大總統是民國初年各憲制性文件的共同特點，這種由立法機關選舉實權國家元首的做法與西方各國不同。地方制度上則定為省、縣二級制，並明定地方與中央權限，使憲法帶有聯邦制色彩。
1923年《中華民國憲法》前言為：
中華民國憲法會議為發揚國光，鞏固國圉，增進社會福利，擁護人道尊嚴，制茲憲法宣布全國，永矢咸遵，垂之無極。
憲法全文共一百四十一條，計分十三章。其第一章至第三章各章皆僅有一條，但是包含國家最基本的定義如國體（「永遠為統一民主國」），主權之歸屬（「屬於國民全體」），及國土範圍（「依其固有之疆域。國土及其區劃非以法律不得變更之」）。
第四章「國民」一章為憲法學領域所稱之權力憲章，首先定義國民範圍（「第四條 凡依法律所定屬中華民國國籍者為中華民國人民」）後列出憲法對國民之人權與公民權力和政治權力保障。
第五章「國權」明定中央與各省之權限，包含中央專屬權力、各省之專屬自治權力、省對中央之責任、與省際爭議解決方法（「第三十一條 省與省爭議事件由參議院裁決之」）。此章被視為對當時中國各地聯省自治運動的回應，也使憲法加入了聯邦制色彩。
第六章至第十一章國家機關之權限與其間關係做出規範。國家機關體制採用三權分立制度，國會採用兩院制，憲法中也對法律之立法流程及國家財政之稽核做出規定。
| 權力分立 | 國家機關                                              | 組成方式                                                                                                  |
| -------- | ----------------------------------------------------- | --- |
| 立法     | 國會（由參議院及眾議院組成）                          | 參議院 － 議員由省級議會間接選舉選出，任期六年 眾議院 － 議員由各選舉區比例人口直接選舉選出，任期三年     |
| 行政     | 大總統以國務員之贊襄 （國務總理及各部總長均為國務員） | 大總統 － 由國會議員組織總統選舉會選舉，任期五年，得連任一次 國務院 － 國務總理由大總統經眾議院同意後任命 |
| 司法     | 法院                                                  | 最高法院 － 院長由大總統經參議院同意後任命                                                                |
| 獨立機關 | 審計院（由院長及審計員組成）                          | 審計院 － 院長由參議院選舉                                                                                |

第十二章「地方制度」定為省、縣兩級制，並對各省縣之地方組織、省縣權限、與省縣關係加以規範。
| 行政區 | 立法機關（議會）                 | 行政機關                                                                        |
| ------ | -------------------------------- | ------------------------------------------------------------------------------- |
| 省     | 省議會 － 議員依直接選舉方法選出 | 省務院 － 省民直接選舉之省務員五人至九人，任期四年 省務院院長 － 由省務員互選之 |
| 縣     | 縣議會                           | 縣長 － 縣民直接選舉 縣參事會                                                   |

第十三章「憲法之修正解釋及效力」，憲法之修正及解釋均由國會兩院議員組織「憲法會議」決定。其程序為
- 憲法解釋：須有國會兩院議員總員三分二以上之列席憲法會議，經列席員三分二以上之同意決定。
- 憲法修正：國會兩院各有議員總額四分一以上之連署提案，經列席員三分二以上之同意得為修正憲法之發議。（國會兩院皆須議員總數過半數之列席方能開議。）發議提出後，須有國會兩院議員總員三分二以上之列席憲法會議，經列席員四分三以上之同意決定。

## 與其他中華民國憲法草案之比較
1923年《中華民國憲法》受到1912年《中華民國臨時約法》與1913年《天壇憲草》之影響。与民国元年的《臨時約法》相比，政體已經由內閣制改為總統制，但大總統仍然需要國會選舉產生。該憲法之文本上傳承自1913年《天壇憲草》並在其上擴充完善，但与1917年二读时宪法草案相比，规定中央事权与地方事权俱经宪法明白列举，地方事权的范围，初非中央的普通法律或命令所能增减。
其與1913年《天壇憲草》之主要差異為：
- 增設「第二章 主權」。增設的「第五章 國權」與「第十二章 地方制度」，因應當時「聯省自治」的聲浪而增訂，採以美國和加拿大式的聯邦制。
- 在「第四章 國民」方面，第六到十二條是有關人民的基本權利。除第六與第七條由「保障人權」觀點著眼外；第八到十二條的「非依法律不受制限。」限制人權著眼。第十二條「遵從孔子」置於信仰自由之前，顯然有所矛盾。
- 在「第六章 國會」方面，第五十一條，取消天壇憲草第三十四條第二款「國會委員會」不合理規定，因有違反「代議政治」。第六十九條增添對兩院議員除現行犯，非經兩院許可不可逮捕。第八十九條的不信任案後，對行政機關解散國會限制過嚴。
- 在「第七章 大總統」方面，取消總統緊急命令權與頒予榮典權。
- 在「第九章 司法」方面，第九十八條之第二款，仿美國憲法，「最高法院院長之任命，須經參議院之同意。」。
- 在「第十章 法律」方面，修自美國憲法第一條第七項。但原天壇憲草第九十二條「如兩院各有議員三分二以上仍執前議時，應即公佈之。」較合理。第一百零七條，可有可無。[3]

雖然1923年《中華民國憲法》制定後不久即被推翻，但是仍然一定程度影響到之後的憲法文本，如1946年的《政協憲草》與在其上略做修改後於1947年公布施行的《中華民國憲法》。其對國家機關規定之異同點整理如下：
| 事項               | 1923年《中華民國憲法》 | 1946年《政協憲草》 |
| ------------------ | --- | --- |
| 立法機關／國會     | 參議院議員由省級議會間接選舉選出 眾議院議員由全國人民直接選舉選出 兩院議員組成「總統選舉會」及「憲法會議」行使憲政職權                   | 立法院立法委員由全國人民直接選舉選出 監察院監察委員由省級議會間接選舉選出 立法委員、監察委員及各縣選出之代表組成「國民大會」行使憲政職權 |
| 國家元首           | 大總統由「總統選舉會」選舉 | 總統由「國民大會」選舉 |
| 行政機關／政府首腦 | 國務總理由大總統經眾議院同意後任命 | 行政院院長由總統提名，經立法院同意任命                                                                                                   |
| 司法機關           | 最高法院院長由大總統經參議院同意後任命                                                                                                   | 司法院院長及大法官由總統提名，經監察院同意任命                                                                                           |
| 彈劾權             | 屬眾議院，大總統之彈劾由眾議院提出彈劾案交由參議院決定                                                                                   | 屬監察院，總統之彈劾由監察院提出彈劾案交由「國民大會」決定                                                                               |
| 法律               | 經國會兩院分別通過後由大總統公布 | 經立法院通過後由總統公布 |
| 預算               | 由國務院先提出於眾議院審議後經國會兩院通過                                                                                               | 由行政院提出於立法院審議後經立法院通過                                                                                                   |
| 審計               | 審計院院長由參議院選舉 | 審計長由立法院選舉，由總統任命 |
| 省制               | 省得制定省自治法，但不得與憲法及國家法律相牴觸。 省議會之議員由人民直接選舉選出。 省務院之省務員由人民直接選舉選出，其院長由省務員互選。 | 省得制定省自治法，但不得與國憲牴觸。 省議會之議員由人民直接選舉選出。 省長由人民直接選舉選出。                                           |
| 憲法解釋           | 由「憲法會議」決議 | 司法院 |
| 憲法修正           | 由國會兩院分別發議後經「憲法會議」決議                                                                                                   | 由「國民大會」決議；或由立法院提議後經「國民大會」複決                                                                                   |

另外1946年《政協憲草》中，有依照中國國民黨主張之五權憲法設有獨立「考試權」（考試院），而1923年《中華民國憲法》則無。1923年《中華民國憲法》制定時亦有討論寫入教育及國民生計相關條文，但是後來因為立憲流程倉促未完成審查，故未載入三讀通過之憲法。而1946年《政協憲草》中，則有另立基本國策一章，後成為1947年公布施行的《中華民國憲法》之一部份。
而1947年公布施行的《中華民國憲法》中則由制憲國民大會在1946年的《政協憲草》上略作修改，主要改變為：
- 將國民大會由國家兩院議會（立法院、監察院）與地方議會之集會改為另外一個直接民選的實體民意機關。（故正式憲法中國會成為三院制）
- 審計長由立法院改隸監察院，但仍然由總統提名，經立法院同意任命。
- 中央政府得制定省縣自治通則以規範各省制定之自治法。

在1946年跨黨派政治協商會議中擔任議副秘書長的雷震在分析憲法文本後，認為此憲法與1936年《五五憲草》同為1947年公布施行的《中華民國憲法》的精神與形式。

## 評價
由于该宪法为国会制定，且中華民國臨時約法與第一屆國會法統已經失效，本身即难以服众，再加上開會制定程序倉促草率，且欠缺憲法施行附則。如以第六條第二款為例，『人民被羈押時，得依法律以保護狀請求法院提至法庭審查其理由。』，似乎誤解保護狀（出庭狀）非由法院發出，顯見當時該法通過倉促與對西方法治人權處於一知半解狀態。但也有不少人，如張君勱，將計就計，以此憲法牽制住曹錕權力。在广州的孫中山中华民国军政府不承认这部宪法。中共也不承认该宪法，毛泽东曾经在1940年评价说：“宪法，中国已有过了，曹锟不是颁布过宪法吗？但是民主自由在何处呢？”值得注意的是，这也是毛泽东為數不多的公开表示追求民主自由宪政的讲话之一。但近年来有学者对该宪法给出较高的评价，认为該憲法雖通過倉促，但通過前仍反覆研討，多方斟酌，仍具價值。並採列舉式，明定中央與地方個別事權，賦予各省訂立省自治法，爭議事件分歸國家與各省，採納當時地方分權制度精神，不失世界潮流。
雷震在其所著的「中華民國制憲史：制憲的歷史軌跡 1912－1945」，對於該憲法有進行分析，對於該憲法評價為「是中國革命後制憲以來，一部系統比較完整而民主的憲法。」。